# Walter van Marvis
Walter van Marvis (Doornik, omstreeks 1175 - aldaar, 1252) was bisschop van Doornik van 1219 tot 1252. Toen omvatte het bisdom onder meer de huidige bisdommen Gent en Brugge.

## Sorbonne
Hij kreeg zijn eerste opleiding aan de kapittelschool van de kathedraal te Doornik om daarna verder theologie te gaan studeren aan de pas opgerichte Sorbonne in Parijs. Terug in Doornik gaf hij vanaf 1205 tot 1220 les aan diezelfde kapittelschool. Vervolgens nam hij deel aan de Vijfde Kruistocht waarbij hij - de later heilig verklaarde - Franciscus van Assisi ontmoette.
Nadat hij in 1219 bisschop was geworden bond Walter van Marvis in de periode 1226-1229 de strijd aan tegen de katharen daarbij gesteund door paus Gregorius IX.

## Parochies
De volgende jaren was Walter van Marvis volop actief in zijn eigen bisdom waarbij hij zich telkens ten dienste stelde van de paus. Hij stelde orde op zaken in de kloosters, stichtte begijnhoven en richtte hospitalen op.
In Vlaanderen is hij vooral bekend omwille van de oprichting van talrijke parochies o.a. in de streek tussen Aalter en Brugge (Bulskampveld), het Land van Waas en het Meetjesland. In 1242 ondernam hij in deze contreien een rondreis om de verschillende parochies af te bakenen door het merken van kruisen op bomen of het laten plaatsen van (grens)kruisen. Talrijke plaats- en straatnamen verwijzen nog steeds naar deze episode.